# Три царівни підземного царства
«Три царівни підземного царства» (рос. Три царевны подземного царства) — картина Віктора Васнецова. Існує дві версії картини: раніша (1881 р.) перебуває в московській Третьяковській галереї, пізніша (1884 р.) — у Київській національній картинній галереї.
Замовлення на створення картини Васнецову надав московський меценат Савва Морозов. Три царівни ототожнювалися з корисними копалинами Донбасу, де чорнява дівчина в чорній сукні була алегорією кам'яного вугілля. Картина 1881 року не сподобалась посадовцям правління Донецької залізниці, для службового кабінету якого її й призначали. Пізніше її передали у Третьяковську галерею.
Але Віктор Васнецов створив ще одну версію картини у 1884 р. Композиція та колорит другого варіанту картини відрізнялися від попереднього. Було менше чорного кольору, менше нагромадження каміння, змінив художник і руки дівчини-алегорії кам'яного вугілля. В картині стало менше відчуття напруги і якогось надлому, дещо зловісного в першому варіанті полотна.
Варіант 1884 р. придбав київський меценат Іван Терещенко. Це полотно зараз у збірці Київської національної картинної галереї.